# Tarakan (sopka)
Tarakan je dlouhodobě nečinná sopka na severu indonéského ostrova Halmahera, nedaleko břehu zátoky Galela, severovýchodně od sopky Dukono. Tarakan se skládá ze dvou velkých sypaných kuželů čedičového složení: Tarakan Lamo (Velký Tarakan, 318 m) a Tarakan Itji (Malý Tarakan, 205 m). Kdy došlo k poslední erupci, není známo.